# تسلا ميغاباك
تسلا ميغاباك Tesla Megapack عبارة عن منشأة تخزين طاقة ثابت ببطاريات ليثيوم أيون قابلة لإعادة الشحن على نطاق واسع، مخصصة للاستخدام في محطات طاقة تخزين البطاريات، صُنع بواسطة "تسلا إنرجي "، الشركة الفرعية للطاقة النظيفة.

## التاريخ

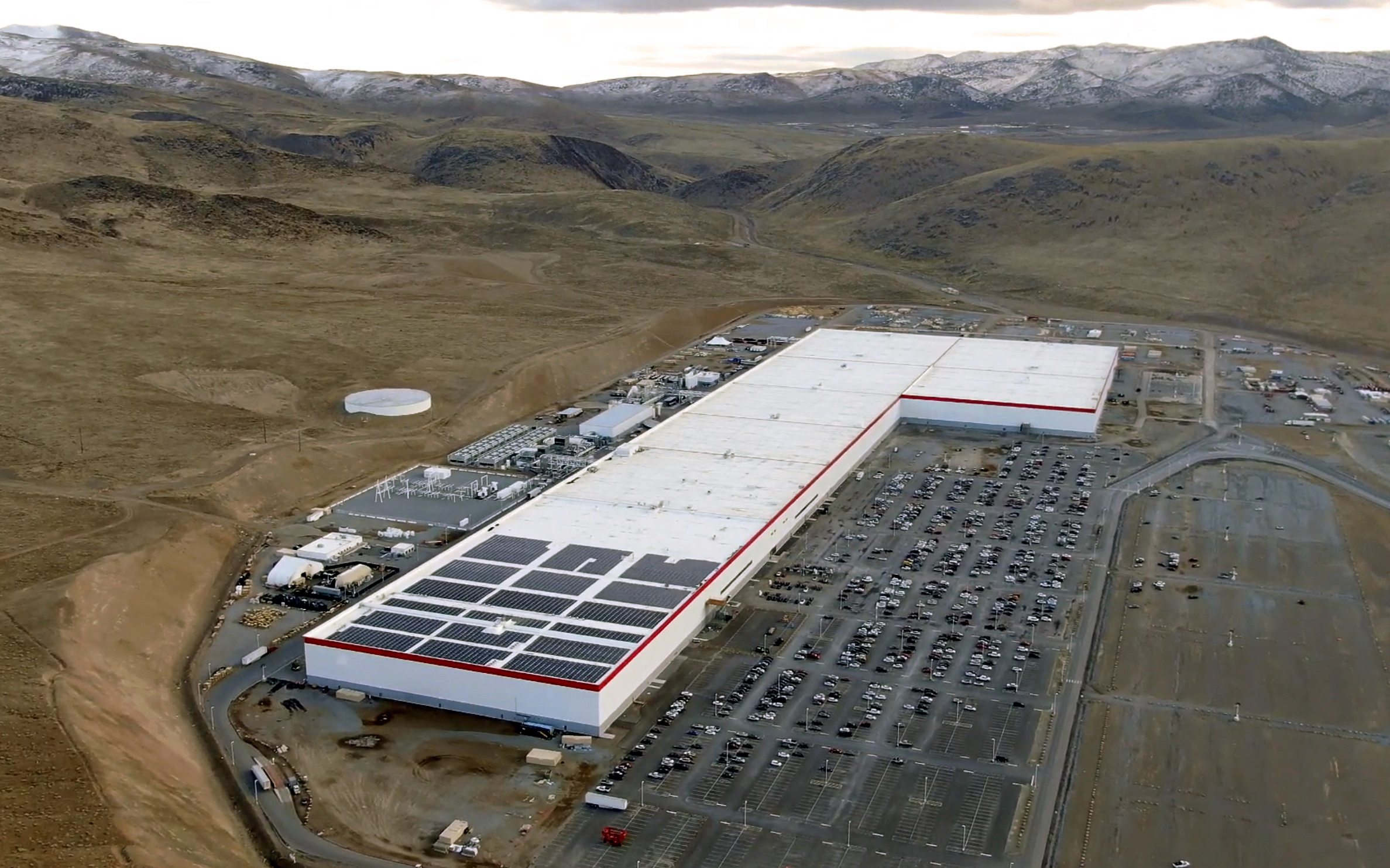
Tesla Giga Nevada، حيث تم تصميم وتصنيع Megapack جنبًا إلى جنب مع Lathrop

في 30 أبريل 2015، أعلنت Tesla أنها ستبدأ في بيع منتجات تخزين البطاريات المستقلة للمستهلكين وشركات المرافق. صرح الرئيس التنفيذي لشركة Tesla Elon Musk أنه يمكن استخدام منتجات تخزين بطاريات الشركة لتحسين موثوقية مصادر الطاقة المتجددة المتقطعة، مثل الطاقة الشمسية وطاقة الرياح.
قبل إطلاق ميغاباك، استخدمت Tesla منتج تخزين الطاقة باورباك الذي تبلغ قوته 200 كيلو واط في الساعة (kWh) لتلبية احتياجات شركات المرافق ذات متطلبات التخزين على نطاق واسع. خلال عامي 2015 و2016، نشرت Tesla مجتمعة 300 ميجاوات من تقنية باوروول وباورباك، بما في ذلك نشر 80 ميجاوات في الساعة من Powerpacks في محطة ميرا لوما الفرعية في جنوب كاليفورنيا. في عام 2017، استخدمت تسلا باورباك لنشر 129 ميجاوات من تخزين البطاريات في Hornsdale Power Reserve في جنوب أستراليا. في ذلك الوقت، كان هذا أكبر نشر لتخزين بطاريات شبكة الليثيوم أيون في العالم.
بدأ العمل في مشروع ميغاباك على الأقل في النصف الأول من عام 2018. صُممت ميغاباك في جيغا نيفادا.
في يوليو 2019، تم إطلاق ميغاباك رسميًا.
وصفت تسلا Megapack كمنتج لتخزين الطاقة على نطاق المرافق، ومناسب لمحطات الطاقة وشركات المرافق. ادعت تسلا أن ميغاباك سيكون متوافقًا مع برنامج مراقبة محطة الطاقة تسلا والتحكم في الطاقة، Powerhub وAutobidder. ذكرت الشركة أيضًا أن ميغاباك تم تصميمه لتلبية احتياجات مشاريع تخزين البطاريات على نطاق واسع، على غرار محطة Hornsdale Power Reserve.
استحوذت تسلا على مركز توزيع JC Penney سابقًا في لاثروب، كاليفورنيا في عام 2021 بغرض انشاء مشروع للتحزين الكهرباء بالبطاريات ويسمى تسلا ميغاباك بقدرة تبلغ 40 جيجاوات / سنة عند الانتهاء من إنشائه. تم التخطيط للجيل القادم من وحدات الطاقة الشمسية لاستخدام بطاريات فوسفات الحديد والليثيوم.

## الخصائص
| نموذج                 | ترتيب   | تقنية       | الاهلية           | (ظاهر) قوة          | كفاءة رحلة الذهاب والإياب | العاكس                         | الأبعاد (الطول × العرض)                               | وزن                                |
| --------------------- | ------- | ----------- | ----------------- | ------------------- | ------------------------- | ------------------------------ | ----------------------------------------------------- | ---------------------------------- |
| Megapack (أصلي)       |         | ليثيوم أيون | 2.6 ميغاواط ساعة  | 1.0 ميجا فولت أمبير |                           | ثنائي الاتجاه، سعة ١.٥ ميغاواط | 23 قدم 5 في × 5 قدم 3 بوصة (7.14 م × 1.60 م)          | 51,000 رطل (23,000 كـغ) أو 23.1 طن |
| Megapack (تحديث 2022) | 2 ساعة  | ليثيوم أيون | 3854 كيلوواط ساعة | 1927 كيلوواط        | 92.0٪                     |                                | W 359 بوصة، D 65 بوصة، H 110 (9.12 م × 1.65 م × 2.79) | 83996 رطل (38100 كلغ)              |
| Megapack (تحديث 2022) | 4 ساعات | ليثيوم أيون | 3916 كيلوواط ساعة | 970 كيلوواط         | 93.5٪                     |                                | W 359 بوصة، D 65 بوصة، H 110 (9.12 م × 1.65 م × 2.79) | 83996 رطل (38100 كلغ)              |

يتم تصنيع ميغاباكس حاليًا في Giga Nevada. صرحت تسلا بأنها تستثمر في توسيع المصنع من أجل زيادة كفاءة إنتاج ميغاباك وطراز 3 وطراز Y.
يتم بيع بطاريات ميغاباك بواسطة شبكة تسلا العالمية من مندوبي المبيعات الداخليين والشركاء الخارجيين.
تأتي كل ميغاباك مع ضمان "عدم وجود عيب" و"الاحتفاظ بالطاقة" لمدة 15 عامًا، وفقًا لشركة Tesla. يتوفر أيضًا "ضمان أداء" لمدة 10 أو 20 عامًا مقابل تكلفة إضافية. بمجرد وصول ميغاباك إلى نهاية عمره الإنتاجي، يقول Tesla إنه يمكن إعادته لإعادة تدويره.
تنص تسلا على أنها تزود ميغاباكس الجاهزة بالتجميع، بما في ذلك "وحدات البطارية، والمحولات ثنائية الاتجاه، ونظام الإدارة الحرارية، وقاطع التيار المتردد الرئيسي وأدوات التحكم." 
يقع نظام الإدارة الحرارية لميغاباك في الجزء العلوي من كل وحدة. إنها تستخدم سائل تبريد، مصنوع من خليط من أجزاء متساوية من جلايكول الإيثيلين والماء، للحفاظ على البطارية في درجة حرارة التشغيل.
يجب إجراء الصيانة على كل حزمة ميغاباك مرة واحدة سنويًا ومرة كل عشر سنوات. تشمل الصيانة السنوية فحوصات عزم الدوران والمعايرة، والفحوصات، والتنظيف، وإصلاح الطلاء، وفحص التهوية والمبرد، وفحوصات اتصالات البطارية. مطلوب صيانة لمدة عشر سنوات لأداء أنشطة مثل استبدال المضخة التي تشغل نظام الإدارة الحرارية، واستبدال حشية الباب، وإعادة تعبئة سائل التبريد. من المتوقع أن تستغرق الصيانة حوالي ساعة لكل ميغاباك.
يزن كل ميغاباك حوالي 51000 رطل (23000 كجم) وتم بناء الحاوية بنفس حجم حاوية الشحن وتتضمن تركيبات ملتوية للسماح بالتعامل السهل.

## حالات السوق والاستخدام
تخزين الطاقة على نطاق واسع. صرحت تسلا أنه يمكن استخدام الميغاباك من قبل شركات المرافق لتحل محل محطات الطاقة القصوى، والتي تولد طاقة إضافية خلال فترات ذروة الطلب. تم تصميم الميغاباك لتخزين الطاقة التي يمكن استخدامها لاحقًا خلال فترات فائض الطلب، بدلاً من محطة طاقة ذروة تضطر إلى توليد الطاقة في الوقت الفعلي باستخدام الفحم أو الغاز الطبيعي. لقد ثبت أن تخزين بطارية الشبكة يمكن أن يساعد في تقليل انبعاثات ثاني أكسيد الكربون لمحطة توليد الطاقة وتكاليف الوحدة لإنتاج الطاقة.
يستمر استخدام Tesla Powerpacks من قبل شركات المرافق لتلبية متطلبات تخزين طاقة الشبكة على نطاق أصغر. على سبيل المثال، بدأ نشر 25 ميجاوات / 52 ميجاوات ساعة من "باورباك" الاختبار في نوفمبر 2019 في Lake Bonney Wind Farm في جنوب أستراليا.
أصبحت حلول تخزين البطاريات على نطاق واسع مثل ميغاباك أكثر جدوى من الناحية الاقتصادية لشركات المرافق العامة لتنفيذها بسبب انخفاض سعر تكنولوجيا بطاريات الليثيوم أيون. يتزايد الطلب على تخزين الطاقة أيضًا في بعض الولايات بسبب التحولات نحو مصادر الطاقة المتجددة. نظرًا لأن مصادر الطاقة الشمسية وطاقة الرياح متقطعة أكثر من الفحم أو الغاز الطبيعي أو الطاقة النووية، يمكن تخزين الطاقة الكهربائية من أجل تلبية الطلب في فترة الذروة.
تستمر حلول تخزين الطاقة الأخرى، مثل تخزين الطاقة الكهرومائية بالضخ، في السيطرة على السوق. اعتبارًا من عام 2019 استحوذ التخزين الكهرمائي الذي تم استخدامه على 96٪ من سعة تخزين الطاقة العالمية. تتمتع أنظمة التخزين الكهرومائية التي يتم ضخها بعمر طويل نسبيًا عند مقارنتها بتخزين البطاريات.
يمكن استخدام حلول تخزين البطارية مثل ميغاباك  في المواقف التي تتطلب نشرًا سريعًا، لأن مشاريع الطاقة المائية التي يتم ضخها تستغرق عادةً وقتًا أطول حتى تكتمل عند مقارنتها بالبطاريات. استخدمت Tesla سابقًا النشر السريع كنقطة بيع لمنتجات تخزين البطاريات على نطاق المرافق.

## عمليات النقل

### عمليات النقل المكتملة
في نوفمبر 2019، استخدمت تسلا ميغاباك لتشغيل شاحن فائق متنقل - محطة إعادة شحن لسيارات تسلا الكهربائية - في كاليفورنيا. تم الإبلاغ عن أن الشاحن الفائق المتنقل يولد 125 كيلو واط، وتم نقله على مقطورة مسطحة متصلة بشاحنة بين مواقع النشر.
في ديسمبر 2019، قامت تسلا بتسليم 1.25 ميجاوات / 2.5 ميجاوات في الساعة ميغاباك إلى محطة Millidgeville الفرعية في سانت جون، كندا. صرحت شركةسانت جون إنرجي مالكة ميغاباك، أنه سيتم استخدامه في ذروة الاحتياج. من المقدر أن توفر البطارية 200.000 دولار أمريكي سنويًا في سانت جون إنرجي. كما خططت سانت جون إنرجي لدمج البطارية للعمل مع برنامج إدارة الشبكة الخاص بها. بدأ تشغيله في 3 أبريل 2020 ويتم استخدامه في الذروة.
في النصف الجنوبي من الكرة الأرضية اشتعلت النيران في واحدة من 212 وحدة من تسلا ميغاباك بسبب تسرب سائل التبريد أثناء عدم مراقبة البطارية، وأضرمت النيران في الميغاباك المجاور. بعد ثلاثة أيام، اطفيء الحريق، واستؤنفت عملية اعادة التتشغيل في أواخر سبتمبر، بينما تم تطبيق الدروس على البطاريات الأخرى وتحسينهم. وتم تشغيل البطارية في الوقت المحدد في ديسمبر 2021، بعد عام من العقد، مع عائد استثمار يقدر بـ 2.4.

### عمليات النقل المخطط لها
أعلنت شركة trata Solar، وهي شركة أمريكية تقدم خدمات الطاقة الشمسية التجارية، أنها ستشترك مع Tesla كمزود للبطاريات لمنشأة تخزين طاقة 100 ميغاوات / 400 ميغاوات ساعة في مقاطعة فينتورا، كاليفورنيا. سيحل توريد ميغاباك محل محطة طاقة كبيرة تعمل بالغاز الطبيعي، وسيشغل مساحة ثلاثة أفدنة بالقرب من مركز البلدية في مقاطعة فينتورا. كان من المقرر أن يبدأ المشروع في يوليو 2020، ومن المتوقع الانتهاء بحلول يناير 2021.
يُلزم قانون 2013 المرافق في كاليفورنيا بتوفير سعة تخزين كبيرة للبطاريات بحلول عام 2024. في يونيو 2018، طلبت شركة Pacific Gas and Electric Company (PG&E) الموافقة من لجنة المرافق العامة في كاليفورنيا لإشراك تسلا لنشر نظام تخزين البطارية في Moss Landing محطة توليد الكهرباء في مقاطعة مونتيري. النظام قادر على إنتاج 182.5 ميجاوات لمدة أربع ساعات، بإجمالي قدرة 730 ميجاوات. أصبحت واحدة من أكبر منشآت تخزين البطاريات المملوكة للمرافق في العالم.
صُمم المشروع لتحسين موثوقية الطاقة والسماح باستخدام المزيد من مصادر الطاقة المتجددة في موقع "موس لاندينغ". ويهدف المشروع أيضًا إلى توفير التكاليف عن طريق تقليل اعتماد شركة PG & E على محطات توليد الطاقة ذات أعلى مستوى والتي تأتي عبر الإنترنت خلال فترات زيادة الطلب. أكدت Tesla لاحقًا أنها ستستخدم ميغاباك لإكمال المشروع.
في 3 يوليو 2019، وفقًا لقانون جودة البيئة في ولاية كاليفورنيا، نشرت وكالة إدارة الموارد في مقاطعة مونتيري إعلانًا سلبيًا مخففًا، يوضح بالتفصيل الإجراءات التي يجب اتخاذها للتخفيف من الآثار البيئية المحتملة للمشروع. وخلص التقرير إلى أن المشروع سيكون له "تأثير أقل من كبير" على البيئة، بافتراض اتخاذ الإجراءات التخفيفية الصحيحة. على وجه التحديد، وجد أن إجراءات التخفيف [بحاجة إلى توضيح] كانت مطلوبة لتقليل الأثر البيئي للمشروع على "الموارد البيولوجية" مثل موائل الحياة البرية، وعلى "الموارد الثقافية"، ولا سيما المواقع الأثرية ذات الأهمية الثقافية في الموقع المقترح نشر ميغاباك.
تم فتح المشروع بعد ذلك للتقارير العامة عن تأثيره البيئي. في 26 فبراير 2020، وافقت لجنة تخطيط مقاطعة مونتيري بالإجماع على المشروع، ومنحت PG&E وTesla الإذن للمضي قدمًا في نشر "ميغاباك".
في أبريل 2022، أكملت تسلا وPG&E بطارية Elkhorn وتشغيلها. بعد الانتهاء من الاختبارات النهائية، تم تنشيط BESS بالكامل واعتمادها من قبل مشغل النظام المستقل في كاليفورنيا (CAISO) في 7 أبريل. يتميز التصميم النهائي بـ 256 Megapacks المصنعة في Lathrop ،[44] والمثبتة على 33 لوحًا خرسانيًا، بالإضافة إلى محولات ومفاتيح كهربائية لربط البطاريات بنظام نقل كهربائي بجهد 115 كيلوفولت. في 20 سبتمبر، اشتعلت النيران في وحدة، ولكن كانت تحت السيطرة بحلول المساء.

## اقرأ أيضًا
- جدار طاقة تسلا
- احتياطي الطاقة هورنسديل